# 极品飞车 (2015年游戏)
《极品飞车》是一款由Ghost Games开发并由EA发行在PlayStation 4，Xbox One及Microsoft Windows平台上的竞速游戏。本作是《极品飞车》系列第21款正统作品（也是《极品飞车》系列第19部主机平台正统作品，故被中国大陆玩家称为“极品飞车19”）也是系列的重启之作，故没有副标题。
《极品飞车》采用寒霜3引擎开发，这是《极品飞车》系列第三款使用寒霜引擎的作品。此外本作要求玩家在游戏时需要全时在线。

## 评价
《极品飞车》获得了业界总体平庸的评价；多数媒体都赞扬了游戏精美拟真的画面以及高度的可自定义选项，主要批评了游戏要求的全程在线、游戏内容空泛等带来的体验问题。中国大陆杂志《游戏机实用技术》打出24/30分。